# ATP Challenger Tiburon
Das ATP Challenger Tiburon (offizieller Name: First Republic Tiburon Challenger) ist ein seit 2003 stattfindendes Tennisturnier in Tiburon. Es ist Teil der ATP Challenger Tour und wird im Freien auf Hartplatz ausgetragen. In den Jahren 2005 bis 2008 hatte das Turnier eine Unterbrechung und wurde nicht ausgetragen, ehe es 2009 wieder in den Turnierkalender aufgenommen wurde.

## Liste der Sieger

### Einzel
| Jahr                         | Sieger              | Finalgegner        | Ergebnis       |
| ---------------------------- | ------------------- | ------------------ | -------------- |
| 2024                         | Nishesh Basavareddy | Eliot Spizzirri    | 6:1, 6:1       |
| 2023                         | Zachary Svajda (2)  | Adam Walton        | 6:2, 6:2       |
| 2022                         | Zachary Svajda (1)  | Ben Shelton        | 2:6, 6:2, 6:4  |
| 2020–2021: nicht ausgetragen |                     |                    |                |
| 2019                         | Tommy Paul          | Thanasi Kokkinakis | 7:5, 6:73, 6:4 |
| 2018                         | Michael Mmoh        | Marcel Granollers  | 6:3, 7:5       |
| 2017                         | Cameron Norrie      | Tennys Sandgren    | 6:2, 6:3       |
| 2016                         | Darian King         | Michael Mmoh       | 7:62, 6:2      |
| 2015                         | Tim Smyczek         | Denis Kudla        | 1:6, 6:1, 7:67 |
| 2014                         | Sam Querrey         | John Millman       | 6:4, 6:2       |
| 2013                         | Peter Polansky      | Matthew Ebden      | 7:5, 6:3       |
| 2012                         | Jack Sock           | Mischa Zverev      | 6:1, 1:6, 7:63 |
| 2011                         | Ivo Karlović        | Sam Querrey        | 6:72, 6:1, 6:4 |
| 2010                         | Tobias Kamke        | Ryan Harrison      | 6:1, 6:1       |
| 2009                         | Gō Soeda            | Ilija Bozoljac     | 3:6, 6:3, 6:2  |
| 2005–2008: nicht ausgetragen |                     |                    |                |
| 2004                         | K. J. Hippensteel   | Kevin Kim          | 6:3, 6:3       |
| 2003                         | Alex Bogomolow      | Jeff Morrison      | 7:64, 6:3      |

### Doppel
| Jahr                         | Sieger                              | Finalgegner                               | Ergebnis          |
| ---------------------------- | ----------------------------------- | ----------------------------------------- | ----------------- |
| 2024                         | Luke Saville (2) Tristan Schoolkate | Patrick Kypson Eliot Spizzirri            | 6:4, 6:2          |
| 2023                         | Luke Johnson Skander Mansouri       | William Blumberg Luis David Martínez      | 6:2, 6:3          |
| 2022                         | Leandro Riedi Valentin Vacherot     | Ezekiel Clark Alfredo Perez               | 6:72, 6:3, [10:2] |
| 2020–2021: nicht ausgetragen |                                     |                                           |                   |
| 2019                         | Robert Galloway Roberto Maytín      | JC Aragone Darian King                    | 6:2, 7:5          |
| 2018                         | Hans Hach Verdugo Luke Saville (1)  | Gerard Granollers Pedro Martínez          | 6:3, 6:2          |
| 2017                         | André Göransson Florian Lakat       | Marcelo Arévalo Miguel Ángel Reyes Varela | 6:4, 6:4          |
| 2016                         | Matt Reid John-Patrick Smith        | Quentin Halys Dennis Novikov              | 6:1, 6:2          |
| 2015                         | Johan Brunström Frederik Nielsen    | Carsten Ball Matt Reid                    | 7:62, 6:1         |
| 2014                         | Bradley Klahn Adil Shamasdin        | Carsten Ball Matt Reid                    | 7:5, 6:2          |
| 2013                         | Austin Krajicek Rhyne Williams      | Bradley Klahn Rajeev Ram                  | 6:4, 6:1          |
| 2012                         | Rik De Voest Chris Guccione         | Jordan Kerr Andreas Siljeström            | 6:1, 6:4          |
| 2011                         | Carsten Ball Chris Guccione         | Steve Johnson Sam Querrey                 | 6:1, 5:7, [10:6]  |
| 2010                         | Robert Kendrick Travis Rettenmaier  | Ryler DeHeart Pierre-Ludovic Duclos       | 6:1, 6:4          |
| 2009                         | Treat Huey Harsh Mankad             | Ilija Bozoljac Dušan Vemić                | 6:4, 6:4          |
| 2005–2008: nicht ausgetragen |                                     |                                           |                   |
| 2004                         | André Sá Bruno Soares               | Brandon Coupe Robert Kendrick             | 6:2, 6:3          |
| 2003                         | Brandon Coupe Justin Gimelstob      | Diego Ayala Robert Kendrick               | 0:6, 6:3, 7:63    |